# Thrips fumosoides
Thrips fumosoides (лат.) — вид трипсов рода Thrips из семейства Thripidae (Thysanoptera).

## Распространение и экология
Африка.

## Описание
Мелкие насекомые (длина около 2 мм) с четырьмя бахромчатыми крыльями. От близких видов отличаются следующими признаками: тёмно-коричневый вид, с тёмными передними крыльями, включая клавус; средние и задние голени коричневые, лапки жёлтые; III сегмент усиков коричневый с крайним основанием жёлтый. Усики 8-сегментные. Голова относительно длинная, оцеллярные волоски III мелкие на передних краях глазкового треугольника; заднеглазничные волоски II и IV мелкие. Пронотум медиально со слабыми поперечными линиями; срединные волоски длинные, постероангулярные волоски составляют около 0,7 длины пронотума. Метанотум сетчатый, многие сетки с внутренними отметинами; срединные волоски сильно заходят за передний край; кампановидная сенсилла присутствует. Переднее крыло с полным рядом волосков на первой жилке. Тергит II брюшка с четырьмя боковыми краевыми волосками. Стерниты примерно с 9 длинными дискальными волосками, плевротергиты без дискальных волосков.